# 後藤光祐
後藤 光祐（ごとう こうすけ、1983年10月2日 - ）は、日本の男性声優。栃木県出身。ケンユウオフィス所属。

## 略歴
勝田声優学院、talk backを経てケンユウオフィス所属。

## 人物
声種はバリトン。
趣味はテニス、イラスト。特技は大食い、モノマネ。

## 出演
太字はメインキャラクター。

### テレビアニメ
2011年
- 聖痕のクェイサーII（男）
- ダンタリアンの書架（客B）

2012年
- めだかボックス（伊万里三年生）
- ヨルムンガンド PERFECT ORDER（エクスカリバー）

2013年
- クレヨンしんちゃん（2013年 - 2020年、フトメンズB、赤鬼、多礼賀辛牟、怪人、アクション仮面A）
- 凪のあすから（漁協組合員B）
- フォトカノ（男性）
- リトルバスターズ! 〜Refrain〜（男性C）

2014年
- 牙狼〈GARO〉-炎の刻印-（2014年 - 2015年、フェルナンド、自警団、村人、兵士、魔戒騎士 他）
- 神撃のバハムート GENESIS（無法者B）
- 団地ともお（監督）
- ドラえもん（テレビ朝日版第2期）（2014年 - 2021年、ニセ浦島太郎、大臣A、ロボB、おじさん、金原 他）
- NARUTO -ナルト- 疾風伝（2014年 - 2016年、アオダ、初代雷影・初代エー、ブラミ、イナギ、ゾウスイ、暗部・鳥面、枇杷十蔵、ゲンブ、ノワキ 他）
- 忍たま乱太郎（2014年 - 2023年、山賊の頭、はまぐり屋、ハナイグチ城の殿様、尼夏籐九郎〈2代目〉 他）
- ハナヤマタ（おまわりさん、ヤヤパパ、会場アナウンス、イベント参加者、旅館のお客さん）
- ばらかもん（村人）

2015年
- アルドノア・ゼロ（ステイギスマスター）
- 俺物語!!（岩山強）
- 牙狼 -紅蓮ノ月-（橘正宗、火羅）
- GON -ゴン-（ドン）
- トライブクルクル（ジョニー）
- Fate/kaleid liner プリズマ☆イリヤ ツヴァイ ヘルツ!（ひもくじ屋店主）
- 魔法少女リリカルなのはViVid（校長）

2016年
- 新あたしンち（お豆腐屋さん、悪の総裁）

2017年
- エルドライブ【ēlDLIVE】（日多流）
- 牙狼〈GARO〉-VANISHING LINE-（2017年 - 2018年、猫執事、マフィア元老、紳士B、ホームレス、MC）

2018年
- BORUTO-ボルト- NARUTO NEXT GENERATIONS（2018年 - 2020年、アオダ、執事）
- INGRESS THE ANIMATION（古田警部）
- 名探偵コナン（2018年 - 2021年、川又満雄、大井豊）

2019年
- 爆釣バーハンター（シーラ・ジ・カンス）
- ONE PIECE（ビール6世）

2020年
- ヒーリングっど♥プリキュア（2020年 - 2021年、メガビョーゲン、タケシ、ギガビョーゲン、まんじゅう屋 店主）
- 体操ザムライ（工務店のおじさん、ホームレスB）
- 呪術廻戦（後輩刑事、改造人間）

2021年
- 半妖の夜叉姫（焔）
- 新幹線変形ロボ シンカリオンZ（2021年 - 2022年、十河サイジョウ、店主）
- 先輩がうざい後輩の話（いとまき店主）

2022年
- ルパン三世 PART6（ローラン）
- おしりたんてい（マネオン）
- ふしぎ駄菓子屋 銭天堂（桑田悟）

2023年
- 英雄王、武を極めるため転生す 〜そして、世界最強の見習い騎士♀〜（ランバー）
- お兄ちゃんはおしまい!（スパボーン）
- 僕のヒーローアカデミア（医師）
- 老後に備えて異世界で8万枚の金貨を貯めます（悪徳店主）
- ポケットモンスター（2023年 - 2024年、船長、マスター）

2024年
- ダンジョン飯（ゾン）
- 薬屋のひとりごと（2024年 - 2025年、次男、男、高官） - 2シリーズ
- 凍牌〜裏レート麻雀闘牌録〜（サダ、大田）
- 株式会社マジルミエ（魔力エネルギー庁長官）

2025年
- シンカリオン チェンジ ザ ワールド（券売機）
- UniteUp! -Uni:Birth-（職員の父親）
- 謎解きはディナーのあとで（児玉和夫）
- 機動戦士Gundam GQuuuuuuX（デニム） - 2025年に劇場先行版が公開
- ヴィジランテ-僕のヒーローアカデミア ILLEGALS-（タヌキ社長）
- 光が死んだ夏（松島）
- まったく最近の探偵ときたら（田原剛）

### 劇場アニメ
2012年
- グスコーブドリの伝記
- 神秘の法（MC）

2014年
- STAND BY ME ドラえもん
- 新劇場版 頭文字D（守）

2016年
- クレヨンしんちゃん 爆睡!ユメミーワールド大突撃（作業員）

2018年
- クレヨンしんちゃん 爆盛!カンフーボーイズ〜拉麺大乱〜（客引き）
- 薄墨桜 -GARO-（貴族A）

2019年
- クレヨンしんちゃん 新婚旅行ハリケーン 〜失われたひろし〜（怪力）
- 二ノ国（ジラーク・エルキダ）

2020年
- クレヨンしんちゃん 激突! ラクガキングダムとほぼ四人の勇者（自衛官）
- 映画 プリキュアミラクルリープ みんなとの不思議な1日（小モンスター）

### OVA
- ナゾトキ姫は名探偵♥（2012年、吉冨）
- BORUTO-ボルト- -NARUTO NEXT GENERATIONS-（2016年、秋道チョウベエ）

### Webアニメ
2010年代
- アニメで分かる心療内科（2015年、囚人、おやじ）
- ベイウォーリアーズ サイボーグ（2015年、訓練生D、幹部B、訓練生B、オペレーターA、警備隊員 他）
- ベイブレードバースト ガチ（2019年 - 2020年、虹龍タンゴ）
- 無限の住人-IMMORTAL-（2019年、土持仁三郎）

2020年代
- バキ（2020年、デイブ）
- スター・ウォーズ: ビジョンズ「タトゥイーン・ラプソディ」（2021年、ギーザー）
- TIGER & BUNNY 2（2022年、強盗犯）

### ゲーム
2010年
- EAT LEAD マット・ハザードの逆襲（ヤクザ）
- みんなのテニス ポータブル（コーチ〈青年〉）

2011年
- マブラヴ オルタネイティヴ クロニクルズ 憧憬

2012年
- アサシン クリード III レディ リバティ
- Borderlands 2（Rat）

2013年
- God of War: Ascension

2014年
- グランブルーファンタジー（2014年 - 2021年、ピート、マクネッサ 他）
- コアマスターズ（ドゥドゥンバ）

2015年
- ザクセスヘブン（獅童研士、ヘンリー剛田、フリッツ田村）
- メイQノ地下ニ死ス（金のゴードン）
- ドラゴンクエストヒーローズ 闇竜と世界樹の城（カンダタ）
- ドラゴンクエストVIII 空と海と大地と呪われし姫君（あらくれもの）
- Fallout4（スキニー・マローン）

2016年
- 逆転オセロニア（牛魔王）
- コール オブ デューティ インフィニット・ウォーフェア（オマー）
- ドラゴンクエストヒーローズII 双子の王と予言の終わり（カンダタ）
- NARUTO -ナルト- 疾風伝 ナルティメットストーム4（アオダ）

2017年
- GRAVITY DAZE 2/重力的眩暈完結編:上層への帰還の果て、彼女の内宇宙に収斂した選択
- はがねオーケストラ（卑屈な遺物商人キトウ）
- ホライゾン ゼロ・ドーン（マーラッド）
- みんなのGOLF
- リディー&スールのアトリエ 〜不思議な絵画の錬金術士〜（キャプテン・バッケン）

2018年
- JUDGE EYES:死神の遺言（BARテンダーのマスター）

2019年
- ドラゴンクエストXI 過ぎ去りし時を求めて S（バクーモス）
- エースコンバット7 スカイズ・アンノウン（ランツァ）
- Days Gone（マニー）
- WAR OF THE VISIONS ファイナルファンタジー ブレイブエクスヴィアス 幻影戦争（ザザン）

2020年
- 龍が如く7 光と闇の行方
- ファイナルファンタジーVII リメイク
- The Last of Us Part II（セス）

2021年
- Apex Legends（ヒューズ）
- モンスターハンターストーリーズ2 ～破滅の翼～（オルゴ、ガラ）
- Far Cry 6(ミゲル・デルガド)

2022年
- ストレンジャー オブ パラダイス ファイナルファンタジー オリジン（ビッケ船長）
- レゴ スター・ウォーズ：スカイウォーカー・サーガ（アクバー提督）
- タクティクスオウガ リボーン（ヴォラック・ウィンザルフ）

2023年
- アーマード・コアVI ファイアーズオブルビコン（インデックス・ダナム）

2024年
- 龍が如く8
- 呪術廻戦 戦華双乱
- クイズRPG 魔法使いと黒猫のウィズ（ルワーブル）

### ドラマCD
- テイルズ オブ グレイセス 2011 Summer 夜祭り編
- 名作少女漫画ドラマCD「11人いる!」（石頭 他）

### BLCD
- 朝から朝まで（AD2）
- 悪人を泣かせる方法（相談者）
- O.B.（先生）
- オレンジのココロ－トマレ（斉藤、主任講師）
- この世 異聞 其ノ弐（鳩木父）
- 不測ノ恋情（ママ）
- レムナント 獣人オメガバース（神父）
- 恋愛操作（西正文）
- ロマンスの黙秘権（本庄）

### 吹き替え
リル・レル・ハウリー
- フォトグラフ（2022年、カイル）
- ラック 幸運をさがす旅（2022年、マーヴィン）
- 同窓会（2024年、レイ・ハモンド）

#### 映画
2010年
- 新しい人生のはじめかた（パディ、ピート）
- ヴィクトリア女王 世紀の愛（召使い）
- ミッション: 8ミニッツ

2011年
- アイス・クエイク
- ワイルド・スピード MEGA MAX（路上の男）

2012年
- スノーホワイト
- コンテイジョン
- タイタンの戦い ※テレビ朝日版
- スティーヴ・オースティン 復讐者（サットン〈ロックリン・マンロー〉）
- バッドトリップ! 消えたNO.1セールスマンと史上最悪の代理出張（TSA係官）
- バトルシップ（みょうこう当直士官）
- リアル・スティール

2013年
- アイアンマン3（部下①）
- アリス・イン・ワンダーランド ※フジテレビ版
- 華麗なるギャツビー（ラジオの声）
- キラー・エリート（スティーヴン・クレッグ〈グラント・バウラー〉）
- グレイヴ・エンカウンターズ2
- ゲットバック（バートランド〈ジョン・アイズ〉）
- 西遊記〜はじまりのはじまり〜（村長）
- 幸せの教室
- 人生の特等席
- スマーフ2 アイドル救出大作戦!（ペインタースマーフ）
- スター・トレック イントゥ・ダークネス（保安士官）
- G.I.ジョー バック2リベンジ（ジョー1）
- ソフィーの選択（ラリー〈スティーヴン・D・ニューマン〉）※BD版
- そんなガキなら捨てちゃえば?（ブルーダー）
- 21ジャンプストリート（ドミンゴ〈デレイ・デイヴィス〉）※ソフト版
- 29歳からの恋とセックス
- HICK ルリ13歳の旅（ラックス・フィールド、バーテンダー）
- マイティ・ソー/ダーク・ワールド（ボーの部下①）
- マリーゴールド・ホテルで会いましょう
- マン・オブ・スティール（カナダ空軍兵2）
- ものすごくうるさくて、ありえないほど近い
- UFO 侵略（ロビン〈サイモン・フィリップス〉）
- 遊星からの物体X ファーストコンタクト（グリッグス〈ポール・ブローンスタイン〉）
- ル・アーヴルの靴みがき
- ワイルド・スピード SKY MISSION（神父）

2014年
- ウルトラ I LOVE YOU!
- キャプテン・アメリカ/ウィンター・ソルジャー（長髪隊員）
- 300 〈スリーハンドレッド〉 〜帝国の進撃〜（ギリシア指揮官）
- ジャックはしゃべれま1,000
- パニック・マーケット3D（トッド〈マーティン・サックス〉）
- プレイス・ビヨンド・ザ・パインズ/宿命
- ポリス・ストーリー/レジェンド（ウェイ・シャオフー〈ジョウ・シャオオー〉）
- ミスターGO!（事務総長）

2015年
- アメリカン・ハッスル
- インターンシップ
- 激戦 ハート・オブ・ファイト
- 人生、サイコー!
- シンデレラ（男爵〈リチャード・マッケーブ〉）
- スペイン一家監禁事件
- ファイティング・タイガー（宅配便業者のマネージャー）
- マンデラ 自由への長い道
- ランナーランナー（アンドリュー・クローニン〈オリヴァー・クーパー〉）※20世紀フォックス版
- やさしい本泥棒
- 遊星からの物体X ファーストコンタクト

2014年
- ジャングル・ブック（インドオオリス）
- パラノーマル・アクティビティ/呪いの印
- ヘラクレス（グリザ〈クリストファー・フェアバンク〉）
- ルパン三世
- 密告・者

2015年
- ザ・ギャンブラー/熱い賭け
- ザ・ゲスト
- 22ジャンプストリート（デニス・ブッカー〈リチャード・グリエコ〉）
- ドム・ヘミングウェイ

2017年
- キング・アーサー（バック・ラック〈ニール・マスケル〉）
- ゲットバッカーズ（フランク〈トム・サイズモア〉）
- サンディ・ウェクスラー（ウィリー・クラーク〈アーロン・ネヴィル〉）
- ダーティ・グランパ（ニック〈アダム・パリー〉）
- 美女と野獣（店主）
- 弁護人（チャ・ドンヨン〈クァク・ドウォン〉）
- リンカーン/秘密の書

2018年
- アントマン&ワスプ（バーリー捜査官〈ベンジャミン・バイロン・デイヴィス〉）
- 神の日曜日（レジー〈ラキース・スタンフィールド〉）
- ゴールド/金塊の行方
- ダークタワー（セイヤー〈ジャッキー・アール・ヘイリー〉）
- 飛びだす 悪魔のいけにえ レザーフェイス一家の逆襲（ライアン〈トレイ・ソングス〉）
- ハン・ソロ/スター・ウォーズ・ストーリー（リオ・デュラント）
- ブラックパンサー（青年ズリ〈デンゼル・ウィテカー〉）

2019年
- シー・ユー・イエスタデイ
- ゾンビランド:ダブルタップ（デイブ〈ルーカス・フライシャー〉）
- TAXi ダイヤモンド・ミッション（パオリ）
- ジェミニマン（バロン〈ベネディクト・ウォン〉）
- シャザム!（驕り、色欲）※劇場公開版
- メン・イン・ブラック:インターナショナル（ヴァンガス）
- ライフ・アズ・ファニータ（ランディ〈マーカス・ヘンダーソン〉）

2020年
- ヴィクトリア女王 最期の秘密（モハメド〈アディール・アクタル〉）
- ザ・キッチン（ケヴィン・オキャロル〈ジェームズ・バッジ・デール〉）
- ドクター・スリープ（バリー・ザ・チャンク〈ロバート・ロングストリート〉）
- シルヴィ -恋のメロディ-（ディッキー・ブリュースター）
- わんわん物語（エリオット〈エイドリアン・マルティネス〉）

2021年
- アーミー・オブ・シーブズ（ロルフ〈ガズ・カーン〉）
- エターナルズ（ファストス〈ブライアン・タイリー・ヘンリー〉）
- クライムダウン（マクレイ〈スティーブン・マッコール〉）
- ザ・ラスト・マーセナリー（モモ〈ジモ〉）
- デューンシリーズ（2021年 - ）
  - DUNE/デューン 砂の惑星（ハルコンネン兵士1）
  - デューン 砂の惑星PART2（ハルコンネン指揮官1）

2022年
- アイ・ケイム・バイ
- あなたの、私のクリスマス？（2022年 - 2023年、ジェフ〈ダニエル・メイズ〉）
  - あなたの、私のクリスマス？2

- オードリー・ヘプバーン（ピエルルイジ・オルネス〈本人〉）
- アンビュランス（カストロ〈ウェール・フォラリン〉）
- ウエスト・サイド・ストーリー（クラプキ〈ブライアン・ダーシー・ジェームズ〉）
- ザ・プリンセス（カー〈ファーガス・オドネル〉）
- マザー/アンドロイド（ノートン〈オーウェン・バーク〉）
- ムーンフォール（KC〈ジョン・ブラッドリー〉）

2023年
- サイエン 復讐の森（リラ〈アレハンドロ・トレホ〉）
- スマホを落としただけなのに（課長）
- リトル・マーメイド（ジョシュア〈ジュード・アクウディケ〉）
- ザ・キッチン（ジェイス〈デミー・ラディポ〉）
- 80 For Brady: エイティ・フォー・ブレイディ（ナット〈アレックス・モファット〉）

2024年
- 60ミニッツ（チーノ〈ポール・ヴォリン〉）
- レンフィールド（クリス〈エイドリアン・マルティネス〉）
- レベル・リッジ（マーストン巡査 〈デヴィッド・デンマン〉）

2025年
- エミリア・ペレス（マニタス・デル・モンテ〈カルラ・ソフィア・ガスコン〉）

#### ドラマ
2010年
- ザ・パシフィック（基地の隊員）
- セレブの誕生（カン室長、他）
- ナース・ジャッキー5

2011年
- キャッスル 〜ミステリー作家は事件がお好き シーズン2 - 3（ヴァルカン・シモンズ〈ジョナサン・アダムズ〉 他）※毎回異なる役でレギュラー出演
- ダウントン・アビー
- フォーリング スカイズ（ライル）
- BONES シーズン6、7、9、10（シャーマン・リトルリバー〈ヤンシー・アリアス〉 他）

2012年
- クリミナル・マインド8 FBI行動分析課（マックス）
- CSI:マイアミ10 ザ・ファイナル ※異なる役でレギュラー出演
- SUITS/スーツ（ハリー〈ホセ・ズニーガ〉）
- PERSON of INTEREST 犯罪予知ユニット

2013年
- ARROW/アロー（ディガー・ハークネス / キャプテン・ブーメラン〈ニック・E・タラベイ〉）
- イタズラなKiss〜Playful Kiss（ソン・ジオ）
- WITHOUT A TRACE/FBI 失踪者を追え! シーズン5（制服警官）
- エレメンタリー ホームズ&ワトソン in NY（ランディ、ベニー・チャールズ〈カリル・カイン〉 他）※異なる役でレギュラー出演
- クリミナル・マインド9 FBI行動分析課
- ゲーム・オブ・スローンズ（トアマンド〈クリストファー・ヒヴュ〉）
- 階伯（ペグン）
- ザ・フォロイング（トロイ・ライリー）
- 太陽を抱く月
- デスパレートな妻たち8
- VEGAS/ベガス（ジョージ・グレイディ〈ギル・ベローズ〉）
- ボディ・オブ・プルーフ3 死体の証言（ブラッド・カーター、デヴィッド・ケイン、トッド・ヒギンズ牧師、アルノフ大使、クラーク・ウィルソン、ジンボア中国大使〈フランソワ・チャウ〉）
- THE MENTALIST メンタリストの捜査ファイル4
- ヤング・スーパーマン
- ワンス・アポン・ア・タイム（スミー）

2014年
- キム・マンドク〜美しき伝説の商人
- キャッスル 〜ミステリー作家は事件がお好き シーズン5（サイモン・ワーバーグ 他）
- サム&キャット
- ジェームズ・ボンドを夢見た男
- SUITS/スーツ3（マリガ大佐〈ケビン・ハンチャード〉、判事）
- スリーピー・ホロウ（ベンジャミン・バネカー〈エドウィン・ホッジ〉）
- 西海岸捜査ファイル グレイスランド
- FARGO/ファーゴ（レンチ〈ラッセル・ハーバード〉）
- ライ・トゥ・ミー 嘘の瞬間 シーズン2（警察官）
- 私はラブ・リーガル4

2015年
- 刑事フォイル #23 #24
- GOTHAM/ゴッサム
- NIKITA / ニキータ シーズン3（カーン博士〈フランソワ・チャウ〉 他）
- デビアスなメイドたち（ダンテ・ペンローズ、ケネス・ミラー、Dr.クリストファー・ネフ 他）

2016年
- エクソシスト
- GIRLS/ガールズ5
- ストライクバック4:極秘ミッション
- ブラインドスポット タトゥーの女

2017年
- ホワイトカラー4

2018年
- NCIS:LA 〜極秘潜入捜査班 シーズン4（マイク・ホフマン）
- エル・チャポ（イスマエル・サンバダ・ガルシア、ロベルト・ブランコ将軍）
- ブラックライトニング（プロクター）

2020年
- めちゃくちゃ恋するハンターズ（バウザー・ジェキンズ〈カディーム・ハーディソン〉）
- クイーンズ・ギャンビット
- DEUCE/ポルノストリート in NY（ハーヴィー・ワッサーマン〈デヴィッド・クラムホルツ〉）

2021年
- デッドウォーター・フェル～虚像に殺された家族～（サイモン・ウェルズ〈ジェイミー・ミッチー〉）（全4話）
- 100日の郎君様（宮廷大臣〈ミン・ヨンギ〉）

2022年
- レッド・エレクション（リーヴァイ〈コブナ・ホルドブルック＝スミス〉）
- 絶叫パンクス レディパーツ! #1（肉屋の店主）
- 超サイテーなスージーの日常 シーズン2（ベイリー〈ダグラス・ホッジ〉）
- 未成年裁判（カン・ウォンジュン〈イ・ソンミン〉）

2023年
- クラウデッド・ルーム（アンジェロ〈ステファン・バーリントン〉）
- 黒い森 殺人事件
- THE HEAD シーズン2（コワルスキー〈マイケル・S・ルシェインスキー〉）
- ザ・マペッツ・メイヘム（ケヴィン・スミス）
- ブラック・ミラー シーズン6 #2（スチュアート）
- CSI: ベガス シーズン2-3（ボー・フィナード〈レックス・メドリン〉）
- El Elegido -選ばれし者-（エルビス〈エルヴィス・サモラ〉）

2024年
- マインドフルに殺して（ドラガン〈サッシャ・ゲアサク〉）

#### アニメ
- アドベンチャー・タイム（バナナマン 他）
- アバローのプリンセス エレナ（スカイラー）
- アルティメット スパイダーマン ウェブ・ウォーリアーズ（フラッシュ・トンプソン / エージェント・ヴェノム）
  - アルティメット・スパイダーマン VS シニスター・シックス（エージェント・ヴェノム）
- インサイド・ヘッド（フォーゲッター男[73]）
  - インサイド・ヘッド2（記憶消しボビー[74]）
- オクトノーツと水中のどうくつ
- カーズシリーズ
  - カーズ/クロスロード（クレイジー・エイトのアナ[75]）
  - カーズトゥーン ラジエーター・スプリングスの仲間たち（シフティ・サイドウィンダー）
- カンフー・パンダ ザ・シリーズ（モンキー）
- キャスパーのオバケ学園（ウルフィー）
- グーフィーのアメリカンフットボール教室（グーフィー達）※新録版
- サマーキャンプ・アイランド（おつきさま[76]）
- サンダーバード ARE GO（突入チームリーダー）
- しろくまノーム ニューヨークへ
- スカイランダーズ・アカデミー（ウルフギャング）
- スター・ウォーズシリーズ
  - LEGO スター・ウォーズ:ヨーダ・クロニクル（アクバー提督）
  - スター・ウォーズ 反乱者たち（ストームトルーパー 他）
  - LEGO スター・ウォーズ:ドロイド・テイルズ（アクバー提督、ボバ・フェット、ジャンゴ・フェット、モッティ提督、ゼブ、クローン・トルーパー）
  - LEGO スター・ウォーズ/オールスターズ（カ＝パオ）
  - LEGO スター・ウォーズ/ホリデー・スペシャル（モン・カラマリ）
  - スター・ウォーズ: ビジョンズ（ギーザー）
  - LEGO スター・ウォーズ/サマー・バケーション（モン・カラマリ）
  - スター・ウォーズ:テイルズ・オブ・エンパイア（グリーヴァス将軍）
- スパイダーマン:フレンドリー・ネイバーフッド（ブタン）
- ちいさなプリンセス ソフィア（ウィルバー、ワームウッド）
- てのひらヒーロー アトミック・パペット
- トムとジェリー ジャックと豆の木（エイハブ）
- トムとジェリー スパイ・クエスト（ジンの部下）
- トランスフォーマー アドベンチャー（アンダーバイト）
- バイオハザード: ヴェンデッタ（B.S.A.A.隊員）
- 爆走ナマケモノ!フリーキー（ゴードン）
- ボス・ベイビー（ユージーン[77]）※機内上映版（DVD&BD収録）
- マペット・ベビー（フォジー）
- ミッキーマウスとロードレーサーズ（ビリー・ビーグル）
- ミッキーマウスのワンダフルワールド #6（プラクティカル・ピッグ）
- ミュータント タートルズ（2012年版）
- 弱虫スクービーの大冒険
- ラーヤと龍の王国（トング[78]）
- LEGO ムービー シリーズ
  - レゴバットマン ザ・ムービー（ペンギン[79]）
  - レゴ ムービー 2（アーサー・カリー / アクアマン[80]）
- ロード・オブ・ザ・リング/ローハンの戦い（野人戦士7[81]）
- ロイヤルコーギー レックスの大冒険（バーナード[82]、トランプ大統領[83]）

### ボイスオーバー
- アメ車工房 最強タッグの大作戦（ヒストリーチャンネル、リープ）
- アンダーカバー・ボス4 社長潜入調査
- オーバーホール 改造車の世界（リチャード）
- 奇跡体験!アンビリバボー（フジテレビ）
- ジュリーズ・グリーンルーム（スパイク）
- 潜入!アメリカ国家安全保障局（ナショナルジオグラフィックチャンネル）
- BS世界のドキュメンタリー（NHK BS1）
- ブランドンのナイトサファリ（アニマルプラネット）
- フリンチ: 怯んだら負け!（Netflix、ナレーション）
- プロジェクト・ランウェイ（ジョナサン・ピータース）
- ミリタリー・モーターズ（ディスカバリーチャンネル、ミヒャエル・マヌザキス）
- ヤバイ話 ザ・ワールド（テレビ東京）
- 夢を叶える発明ショー（ディスカバリーチャンネル）
- モデルズ・オブ・ランウェイ（ジョナサン・ピータース）

### モーションコミック
- MURCIÉLAGO -ムルシエラゴ-（2016年、井々村 弼）

### シリーズ一覧
1. ↑  第1期（2024年）、第2期（2025年）